# Galenara lixarioides
Galenara lixarioides är en fjärilsart som beskrevs av Mcdunnough 1945. Galenara lixarioides ingår i släktet Galenara och familjen mätare. Inga underarter finns listade i Catalogue of Life.